# رافائل ساهاکیان
رافائل ساهاکیان (ارمنی: Ռաֆայել Սահակյան زادهٔ ۵ ژانویهٔ ۱۹۳۶) نویسنده، شاعر اهل ارمنستان است. وی از سال میلادی تاکنون مشغول فعالیت بوده است.

## زندگی‌نامه
وی در ۵ ژانویه ۱۹۳۶ در روستای میجنادزور به دنیا آمد و از دانشگاه دولتی علوم پرورشی خاچاطور آبوویان ارمنستان فارغ‌التحصیل گشت. وی عضو اتحادیه نویسندگان ارمنستان(از ۱۹۸۴)  و اتحادیه روزنامه‌نگاران ارمنستان می‌باشد. وی در یادبود نبرد سارداراباد فعالیت کرده است. وی همچنین برندهٔ جوایزی همچون مدال طلای وزارت فرهنگ جمهوری ارمنستان شده است.

## یادداشت
1. ↑  Միջնաձոր
2. ↑  Սարդարապատի հերոսամարտի հուշահամալիր